# Lijst van burgemeesters van Darthuizen
Dit is een lijst van burgemeesters van de voormalige Nederlandse gemeente Darthuizen vanaf afsplitsing van Leersum in 1818 tot die gemeente in 1857 weer opging in Leersum.
| Ambtsperiode | Naam burgemeester          | Partij of stroming | Bijzonderheden                                                                                                 |
| ------------ | -------------------------- | ------------------ | --- |
| 18?? - 1833? | Pieter Hendrik Mali        |                    | vader van de schilder Christian Mali                                                                           |
| 1838? - 1849 | Daniel (D.) Deune          |                    | |
| 1850 - 1852  | H. Vos                     |                    | tevens burgemeester van Amerongen en Leersum                                                                   |
| 1852 - 1855  | Eduard Alexander Sandbrink |                    | tevens burgemeester van Amerongen en Leersum                                                                   |
| 1855 - 1857  | Cornelis Farret            |                    | tevens burgemeester van Amerongen en Leersum (beide 1855-1864), eerder burgemeester van Vinkeveen en Waverveen |